# Тегерменево
Тегерменево (баш. Тигермән) — деревня в Караидельском районе Республики Башкортостан Российской Федерации. Входит в состав Староакбуляковского сельсовета. Находится на реке Байки.

## География
По определению в «Списке населенных мест по сведениям 1870 года», располагалась при речке Байке, между правой стороной Кунгурского почтового тракта и левой — Сибирского почтового тракта из Уфы, в 100 верстах от уездного города Бирска и в 20 верстах от становой квартиры в селе Аскине.

### Географическое положение
Расстояние до:
- районного центра (Караидель): 25 км,
- центра сельсовета (Старый Акбуляк): 6 км,
- ближайшей ж/д станции (Щучье Озеро): 70 км.

## История
В «Списке населенных мест по сведениям 1870 года», изданном в 1877 году, населённый пункт упомянут как деревня Тегерменева (Мельничная) 1-го стана Бирского уезда Уфимской губернии.
К 1899 году две деревни  Тегерменева.  Первая иначе называется Бугазы, находится у южного края владения, в 90 верстах от уездного города, в 10 верстах от села Байки;  на р. Байка, проживают башкиры-вотчинники. Вторая у восточной границы надела в 90 верстах от уездного города, в 12 верстах от села Байки, при речках Байка и Емаш, живут мещеряки-припущенники (военного звания).
На 1920 год в Байкибашевской волости зафиксированы две деревни: Нижне-Тигирменева, она же Башкирская Тигерменева (35 дворов и 97/97 жителей — башкиры; на 1926г — 22 двора) и Верхне-Тигирменева, она же Тигерменева (181 двор и 448/505 жителей — мещеряки; на 1926г — 107 дворов).
Административный центр упразднённого в 2008 году Тегерменевского сельсовета.

## Население
| 2002 | 2009 | 2010 |
| ---- | ---- | ---- |
| 469  | ↗472 | ↘432 |

### Национальный состав
Согласно переписи 2002 года, преобладающие национальности — татары (57 %), башкиры (42 %).
В «Списке населенных мест по сведениям 1870 года» указано, что в деревне, в 94 дворах жили 581 человек (291 мужчина и 290 женщин, мещеряки).

## Инфраструктура
Личное подсобное хозяйство с зоной сельскохозяйственного использования, индивидуальная застройка усадебного типа.
Основа экономики — сельское хозяйство.
В «Списке населенных мест по сведениям 1870 года» указано, что были мечеть, училище, 2 водяные мельницы. Жители занимались плотничеством.
В «Сборнике статистических сведений по Бирскому уезду» (1899) так говорится о деревнях:
"Деревня Тегерменева /Бугазы: расположена на равнине, у южного края владения, в 90 верстах от уездного города, и в 10 верстах от села Байки - главного места сбыта продуктов. При селении р. Байка. Население: башкиры-вотчинники, в числе 20 дворов и 12 ревизских душ (было 62 души, из них 20 душ выселились в выс. Надым и др.). Пашня по ровному месту со склоном на восток; дальний конец в 5 верстах от селения. Распахана лет 30 из-под соснового леса. Почва - чернозем. Подпочва — бурая глина. На полях встречаются сорные травы и немного гальки. Хозяйство бессистемное. Сеют обычные хлеба. Пашут сабанами и однолошадными сохами. В селение 2 веялки. Огороды разводятся для себя. Скот - местных город, пасется, кроме выгона, по жнивью, осенью - по лесу. Лес от селения на север, по косогору. Насаждение средней полноты. Рубят без дележа. Избы топят покупными дровами из Каратанынской дачи. Оброчная статья: 2 мельничных места (6 десятин), в аренде на 18 лет, по 100 рублей в год. Выгон присельный. Сенокос суходольный. Сеном своим обходятся.
Деревня Тегерменева: расположена на ровном месте, у восточной границы надела в 90 верстах от уездного города, и в 12 верстах от села Байки. При селении речки Байка и Емаш, пригодные для мельниц. Население: мещеряки-припущенники (военного звания), в числе 105 двор, и 103 ревизских душ. Земля в одном участке. Пашня на низменном ровном месте и частью по крутому скату холма, к северу от селения расстояние 2—3 версты. Распахана давно. Есть 3 оврага. Почва: суглинистая, изредка черноземная, бурая, средней плотности, глубиною 2—3 четверти. Подпочва - красная глина. На полях встречаются сорные травы. Севооборот - трехполье. Сеют: рожь, овес и гречу. Пашут сабанами. В селение до 20 веялок. Огороды разводятся для себя. Скот пасется, кроме выгона, по пару и свободным угодьям. Лес — молодняк по суглинку; насаждение густое. Пользуются без дележа. Избы топят соломой. В селение 1 мануфактурная и 1 бакалейная лавки, и 1 кузница. Выгон присельный, по ровному месту. Сенокос поемный, по берегам р. Байки. Сеном своим не обходятся.Часть той же деревни: 31 десятина земли. Население 5 дворов мещеряков из духовного звания, в числе 6 ревизских душ, наличных 15 мужчин и 14 женщин. Эти духовные лица составляют одну общину с припущенниками этой же деревни. Выгона нет. Сенокосных угодий очень мало: 3 десятины суходольного и 1 десятина болотного. .

## Транспорт
Деревня доступна автотранспортом. Остановка общественного транспорта «Тегерменево».

## Известные уроженцы
- Тагариев, Ришат Закиевич (род. 3 декабря 1952) — доктор педагогических наук, профессор, член-корреспондент РАЕ, заслуженный деятель науки Республики Башкортостан.